# Raúl Otero
Raúl Omar Otero Larzábal (Montevideo, 15 gennaio 1970) è un ex calciatore uruguaiano, di ruolo centrocampista.